# Ozarba felicia
Ozarba felicia är en fjärilsart som beskrevs av Le Cerf 1922. Ozarba felicia ingår i släktet Ozarba och familjen nattflyn. Inga underarter finns listade i Catalogue of Life.